# Chapois (Gosselies)
Pour les articles homonymes, voir Chapois.
 (juin 2018).
Chapois est un hameau wallon situé à Gosselies, section de la ville de Charleroi en Belgique. Il est connu à travers le château du même nom qui fut occupé par la famille Drion et dont Adolphe Drion du Chapois fut député à la Chambre des représentants de Belgique.
Le Chapois fut un lieu-dit jumétois, attesté dès 1453. Le Chapois est un vieux nom local qui désigne le gerbier ou bâtiment agricole, que reprit une branche de la famille Drion lorsqu'elle s'y installa, en 1797. En 1804, Le Chapois ressort sous Gosselies.
Selon le Baron Adolphe II Drion (1861-1945), des traces d'une exploitation agricole remontent au XVe siècle. Des fouilles ont fait apparaître en 1913 des traces d'un petit château du XVIe siècle par le biais de pièces de monnaie d'époque.
Ce château, agrandi vers 1673 par Guillaume Noël apparaît sur des plans militaires français de l'époque.
Il aurait été démoli un siècle plus tard.

## Le Petit Chapois
En 1797, François-Joseph Drion, époux de Marie Zoude, acquiert le lieu. Entre 1799 et 1800, il fait construire un château nommé Petit-Chapois, qui subsistera jusqu'en 1925. Il se situait au nord du château actuel.

## Le Grand Chapois
En 1839, François-Joseph Drion, fils, époux de Marie Dumont, fait construire le château actuel entre 1839 et 1841. La clôture de la propriété est effectuée par un mur de 1065 mètres. Les Drion occuperont le château jusqu'en 1953. Michel Drion du Chapois (1904-1983) (neveu d'Ernest) le laissait alors aux Pères de l'Assomption venus de Sart-les-Moines pour en faire collège en 1955.

La construction du Grand Chapois correspond à l'apogée de la branche gosselienne de la famille Drion, famille bourgeoisie, dont la puissance reposa sur les capacités financières qui ont évincé les classes privilégiées d'Ancien Régime dont le pouvoir reposait sur la terre. Le château de l'industriel devient le symbole de sa réussite sociale.